# Pseudechiniscus pseudoconifer
Pseudechiniscus pseudoconifer är en djurart som tillhör fylumet trögkrypare, och som beskrevs av Giuseppe Ramazzotti 1943. Pseudechiniscus pseudoconifer ingår i släktet Pseudechiniscus och familjen Echiniscidae. Inga underarter finns listade i Catalogue of Life.